# Geoffrey Hull

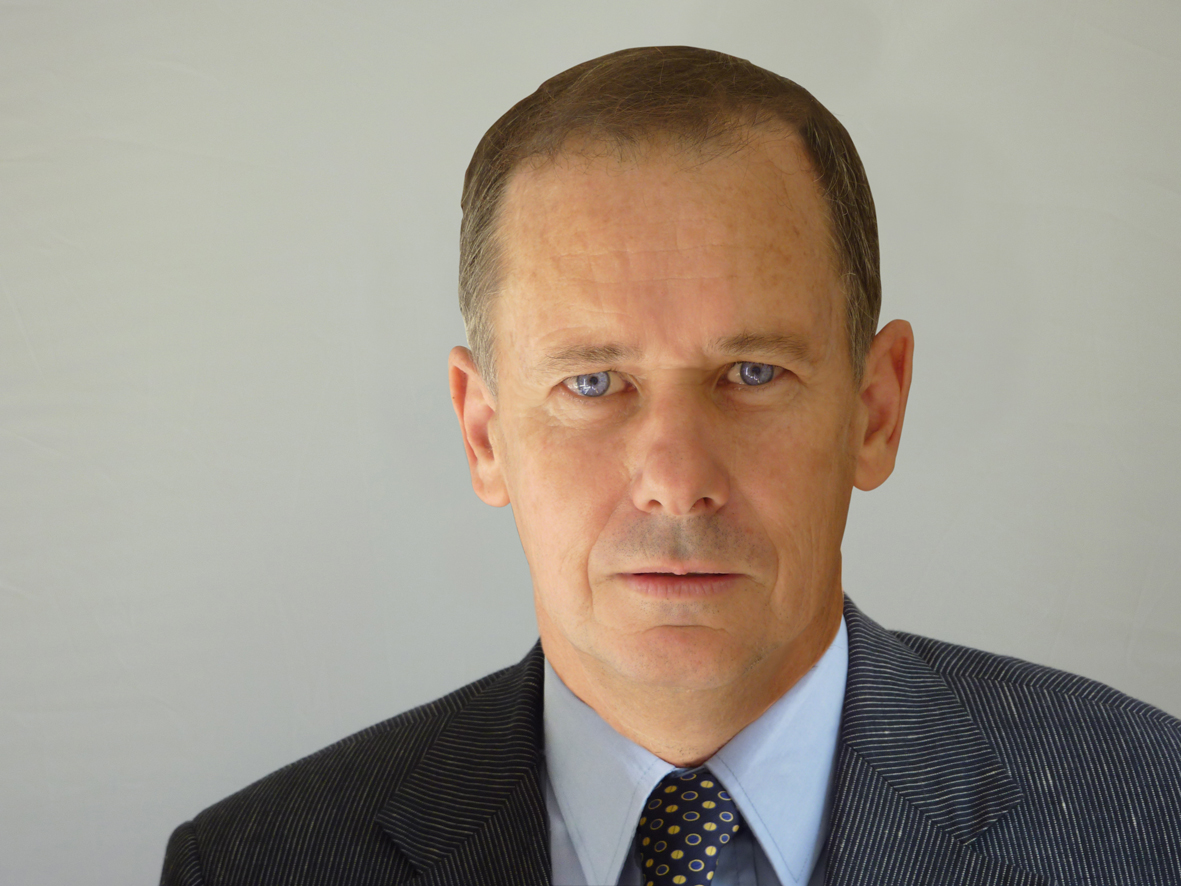
Geoffrey Hull

Geoffrey Stephen Hull (6 septembrie 1955) este un lingvist, etnolog și istoric australian.
Tezele lui de doctorat, "Unitatea lingvistică  Nordului Italiei și Rheției", a fostă unei reconstrucție  limbii "padaneze".
Este autor dicționarului fundamental "Disionáriu Nasional ba Tetun Ofisiál". Tetum, limbă oficială Timorului de Est este unei limbă austronesiană cu mult cuvinte derivate de portughez și de limba malaieză.